# Chalíl Salím Džabára
Chalíl Salím Džabára (hebrejsky: חליל-סלים ג'בארה, Chalil Salim Džab'ara, arabsky: خليل سليم جبارة;‎ 1913 – 1999) byl izraelský politik a poslanec Knesetu za stranu Achdut ha-avoda.

## Biografie
Narodil se v obci Tajbe. Vystudoval arabskou vysokou školu v Jeruzalému. V letech 1932–1948 pracoval jako úředník pro mandátní správu. V letech 1951–1955 byl daňovým úředníkem v oblasti takzvaného Trojúhelníku. V letech 1955–1958 řídil zdravotní pojišťovací fond Kupat cholim v Tajbe. Patřil do komunity izraelských Arabů.

## Politická dráha
V izraelském parlamentu zasedl poprvé po volbách v roce 1961, kdy kandidoval za Achdut ha-avoda. Mandát získal až dodatečně, v květnu 1964, jako náhradník poté, co rezignoval poslanec Jicchak Ben Aharon. Nastoupil do parlamentního výboru pro veřejné služby. Ve volbách v roce 1965 poslanecký mandát neobhájil.